# Philip Yancey

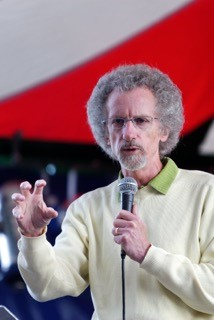
Philip Yancey

Philip Yancey (* 1949 in Atlanta, Georgia) ist ein US-amerikanischer Journalist, Redakteur, Bestsellerautor und Herausgeber von Christianity Today, einer großen evangelikalen Zeitung in den USA.

## Leben
Yancey wuchs in einem Vorort von Atlanta auf. Als er ein Jahr alt war, starb sein Vater an Kinderlähmung. Nach der High School besuchte er das Columbia Bible College. Seine Abschlüsse in Kommunikation und Englisch machte er an der Wheaton College Graduate School und an der University of Chicago.
1971–1979 arbeitete er in Chicago als Redakteur für das Campus Life Magazine. Danach wurde er Herausgeber der evangelikalen Zeitung Christianity Today. Er schrieb aber auch Artikel für Reader’s Digest, The Saturday Evening Post, Publishers Weekly, Chicago Tribune Magazine, Eternity, Moody Monthly, National Wildlife und andere Magazine. 1985–2009 hatte er eine Kolumne bei Christianity Today. Er war auch noch leitend und strategisch im Verlagswesen tätig und hält weltweit Vorträge.

## Privates
Yancey ist zudem ein begeisterter Bergsteiger, trotz eines Autounfalls im Jahr 2007 konnte er im gleichen Jahr alle 54 Gipfel im US-Bundesstaat Colorado, die höher als 14.000 Fuß (4300 m) sind, besteigen.
Er ist verheiratet mit Janet, sie leben in Colorado.
Im Februar 2023 gab er bekannt, an Parkinson erkrankt zu sein.

## Schriften (Auswahl)

### Bibliografie
Yancey hat hunderte Artikel und über 20 Bücher geschrieben, die durch die Verlagshäuser Zondervan und Hachette aufgelegt wurden. Seine Bücher wurden weltweit über 14 Millionen Mal verkauft, damit gehört er zu den Bestsellerautoren. Zwei seiner Bücher wurden auch ausgezeichnet von ECPA (Christian Book of the Year Award): 1996 The Jesus I never knew und 1998 What’s so amazing about grace?
Folgende Schriften wurden ins Deutsche übersetzt:
- Schmerz. Hat Gott denn kein Mitleid? Schulte, Wetzlar 1979. ISBN 3-87739-310-1 (Originaltitel: Where Is God When It Hurts? Zondervan, Grand Rapids 1977).
- mit Tim Stafford: Wachstumsschmerzen. Verdrängen oder Aushalten? Bundes-Verlag, Witten 1981. ISBN 978-3-81372-262-8.
- mit Paul Brand: Du hast mich wunderbar gemacht. Burg Verlag, Stuttgart 1984. ISBN 3-922801-54-4 (Originaltitel: Fearfully and wonderfully made, 1980).
- Die Bibel, die Jesus las. Entdeckungen im Alten Testament. R. Brockhaus, Wuppertal, 2000 (Originaltitel: The bible Jesus read).
- Warum ich heute noch glaube. Menschen, die mir halfen, die Gemeinde zu überleben. Brockhaus, Wuppertal 2002, ISBN 3-417-11288-5 (Originaltitel: Soul Survivor - How my faith survived the Church).
- Gnade ist nicht nur ein Wort. Wie Gottes Güte unser Leben auf den Kopf stellt. Brockhaus, Wuppertal 2002, ISBN 978-3-77220-370-1 (Originaltitel: What’s so amazing about grace?).
- Beten. SCM Brockhaus, Wuppertal 2007, ISBN 978-3-41726-716-7 (Originaltitel: Prayer: Does it Make any difference?).
- Der unbekannte Jesus. Entdeckungen eines Christen. SCM Brockhaus, Wuppertal 2010, ISBN 978-3-41726-319-0 (Originaltitel: The Jesus i never knew).
- Spuren der Gnade. Erlebnisse auf meinen Reisen. Brunnen-Verlag, Gießen 2013, ISBN 978-3-76551-617-7.
- Von Gott enttäuscht. Durch Leiden an Gott in der Liebe zu ihm wachsen. SCM R. Brockhaus, Wuppertal 2014, ISBN 978-3-417-26565-1.

### Diskografie
- Gnade ist nicht nur ein Wort. Wie Gottes Güte unser Leben auf den Kopf stellt, Sprecher: Rainer Böhm, CD, ISBN 978-3-89562-942-6.